# Werner Rodolfo Greuter
Werner Rodolfo Greuter (Genova, 28 febbraio 1938) è un botanico svizzero.

## Biografia
Dopo aver compiuto gli studi a Bellinzona e Winterthur (Svizzera), ha frequentato l'Università di Zurigo dove ha  conseguito il Dottorato di ricerca nel 1972. Dal 1978 al 2008 è stato direttore dell'Orto botanico di Berlino.